# Gary Svensson
Nils Gary Svensson, född den 25 november 1961, är en svensk konstvetare.

## Inriktning
Svensson disputerade år 2000 på avhandlingen Digitala pionjärer: datorkonstens introduktion i Sverige.  Studien behandlar bland andra Sture Johannesson, Torsten Ridell, Beck & Jung, Sven Inge, Åke Hodell och Lars-Gunnar Bodin. Redaktör för serien Linköping Studies in Art and Visual Communication. Svensson är docent i konstvetenskap och visuell kommunikation, och är verksam vid Linköpings universitet sedan 1994 där han arbetar som biträdande professor. Svensson har undervisat vid Humboldt Universität, Linköpings universitet, Mälardalens högskola och Göteborgs universitet och forskat vid Mälardalens högskola, Södertörns högskola och Linköpings universitet.

## Böcker i urval
- Konst som rörlig bild, SAK:s årsbok 2006
- ”Att verka utanför ramarna” ingår i Perspektiv på den andre 2018
- "Längtan till lustgården - Konst, kultur och alternativ livsstil vid slutet av La Belle Époque" ingår i Tankar om Lycka 2019
- ”Art history and Linköping university's interdisciplinary experiment” Swedish art historiography. - 9789189361171 ; 2022 s. 103-108
- Efterkrigstidens skandinaviska konstscen: radikalisering och nya kommunikativa riktningar  2022, s 118-145